# TSG101
TSG101 (англ. Tumor susceptibility 101) – білок, який кодується однойменним геном, розташованим у людей на короткому плечі 11-ї хромосоми. Довжина поліпептидного ланцюга білка становить 390 амінокислот, а молекулярна маса — 43 944.
| 10         |  | 20         |  | 30         |  | 40         |  | 50         |
| ---------- |  | ---------- |  | ---------- |  | ---------- |  | ---------- |
| MAVSESQLKK |  | MVSKYKYRDL |  | TVRETVNVIT |  | LYKDLKPVLD |  | SYVFNDGSSR |
| ELMNLTGTIP |  | VPYRGNTYNI |  | PICLWLLDTY |  | PYNPPICFVK |  | PTSSMTIKTG |
| KHVDANGKIY |  | LPYLHEWKHP |  | QSDLLGLIQV |  | MIVVFGDEPP |  | VFSRPISASY |
| PPYQATGPPN |  | TSYMPGMPGG |  | ISPYPSGYPP |  | NPSGYPGCPY |  | PPGGPYPATT |
| SSQYPSQPPV |  | TTVGPSRDGT |  | ISEDTIRASL |  | ISAVSDKLRW |  | RMKEEMDRAQ |
| AELNALKRTE |  | EDLKKGHQKL |  | EEMVTRLDQE |  | VAEVDKNIEL |  | LKKKDEELSS |
| ALEKMENQSE |  | NNDIDEVIIP |  | TAPLYKQILN |  | LYAEENAIED |  | TIFYLGEALR |
| RGVIDLDVFL |  | KHVRLLSRKQ |  | FQLRALMQKA |  | RKTAGLSDLY |  |            |

A: Аланін

C: Цистеїн

D: Аспарагінова кислота

E: Глутамінова кислота

F: Фенілаланін

G: Гліцин

H: Гістидин

I: Ізолейцин

K: Лізин

L: Лейцин

M: Метіонін

N: Аспарагін

P: Пролін

Q: Глутамін

R: Аргінін

S: Серин

T: Треонін

V: Валін

W: Триптофан

Кодований геном білок за функцією належить до фосфопротеїнів. 
Задіяний у таких біологічних процесах, як взаємодія хазяїн-вірус, транспорт, транспорт білків, клітинний цикл, поділ клітини, регуляція росту, ацетилювання, альтернативний сплайсинг. 
Локалізований у цитоплазмі, цитоскелеті, ядрі, мембрані, ендосомах.